# NGC 4611
NGC 4611 је спирална галаксија у сазвежђу Береникина коса која се налази на NGC листи објеката дубоког неба.
Деклинација објекта је + 13° 43' 47" а ректасцензија 12h 41m 25,4s. Привидна величина (магнитуда) објекта NGC 4611 износи 14,3 а фотографска магнитуда 15,1. NGC 4611 је још познат и под ознакама IC 805, UGC 7849, MCG 2-32-179, CGCG 70-218, VCC 1878, PGC 42564.